# Nemanja Dragutinović
Nemanja Dragutinović (Zvornik, 9 aprile 1999) è un calciatore bosniaco, attaccante svincolato.

## Carriera
Cresciuto nel settore giovanile del Drina Zvornik, debutta in prima squadra il 6 agosto 2016 in occasione dell'incontro di seconda divisione bosniaca pareggiato 0-0 contro lo Sloboda Mrkonjić Grad.

## Statistiche
Statistiche aggiornate al 2 novembre 2021.

### Presenze e reti nei club
| Stagione        | Squadra             | Campionato      | Campionato | Campionato | Coppe nazionali | Coppe nazionali | Coppe nazionali | Coppe continentali | Coppe continentali | Coppe continentali | Altre coppe | Altre coppe | Altre coppe | Totale | Totale | Totale |
| Stagione        | Squadra             | Comp            | Pres       | Reti       | Comp            | Pres            | Reti            | Comp               | Pres               | Reti               | Comp        | Pres        | Reti        | Pres   | Reti   |        |
| --------------- | ------------------- | --------------- | ---------- | ---------- | --------------- | --------------- | --------------- | ------------------ | ------------------ | ------------------ | ----------- | ----------- | ----------- | ------ | ------ | ------ |
| 2016-2017       | Drina Zvornik       | 1LS             | 24         | 3          | CB              | 1               | 0               |                    | -                  | -                  |             | -           | -           | 25     | 3      |        |
| 2017-2018       | Drina Zvornik       | 1LS             | 24         | 7          | CB              | 0               | 0               |                    | -                  | -                  |             | -           | -           | 24     | 7      |        |
| 2018-2019       | Mladost D. Kakanj   | PL              | 4          | 0          | CB              | 1               | 0               |                    | -                  | -                  |             | -           | -           | 5      | 0      |        |
| 2019-2020       | Mladost D. Kakanj   | PL              | 6          | 2          | CB              | 1               | 1               |                    | -                  | -                  |             | -           | -           | 7      | 3      |        |
| 2020-2021       | Novi Pazar          | SL              | 23         | 2          | CS              | 1               | 0               |                    | -                  | -                  |             | -           | -           | 24     | 2      |        |
| 2021-2022       | Radnički Kragujevac | SL              | 12         | 0          | CS              | 1               | 0               |                    | -                  | -                  |             | -           | -           | 13     | 0      |        |
| Totale carriera | Totale carriera     | Totale carriera | 93         | 14         |                 | 5               | 1               |                    | -                  | -                  |             | -           | -           | 98     | 15     |        |